# Província d'Esmirna
Esmirna és una província de Turquia situada a la Regió de l'Egeu, a la costa de la mar Egea, la capital del qual és la ciutat d'Esmirna. A l'oest està envoltada per la Mar Egea, i envolta el Golf d'Esmirna. Les províncies veïnes són Balikesir al nord, Manisa a l'est, i Aydin al sud.
Els rius principals de la província són el Küçük Menderes, Koca Çay (amb la presa Güzelhisar), i Bakır Çay.

## Districtes
La província d'Esmirna es divideix en 30 districtes:
| - Aliağa - Balçova - Bayindir - Bayrakli - Bergama - Beyda - Bornova - Buca - Çeşme - Çiğli - Dikili - Foça - Gaziemir - Güzelbahçe - Karabalar | - Karaburun - Kariyaka - Kemalpaşa - Kinik - Kiraz - Konak - Menderes - Menemen - Narlidere - Ödemiş - Seferihisar - Selçuk - Tire - Torbalı - Urla |

D'aquests, Balçova, Bayraklı, Bornova, Buca, Çiğli, Gaziemir, Güzelbahçe, Karabağlar, Karşıyaka, Konak, i Narlıdere són districtes metropolitans que constitueixen la ciutat d'Esmirna.

## Història
L'àrea va ser poblada, al principi, per gent de la mateixa Anatòlia. Mil·lennis més tard, grecs de Jònia, pels volts del segle xi abans de l'Era comuna, establiren la Lliga de Jònia. Més tard fou conquerida pels perses, i recuperada pels grecs, abans de ser inclosa a l'Imperi Romà. Després de la divisió de l'Imperi Romà, l'àrea va esdevenir part de l'Imperi Romà d'Orient fins que fou conquerida pels turcs otomans al segle xiv. Després de la Primera Guerra Mundial la província fou cedida a Grècia, però va ser reconquerida per les forces de Kemal Atatürk en la Guerra d'Independència Turca. Com a resultat del Tractat de Lausana tots els habitants ortodoxos grecs de la província hagueren de marxar, i la Província d'Esmirna va ser incorporada a la moderna república de Turquia.